# Peloponéská válka
Peloponéská válka probíhala v letech 431 př. n. l. až 404 př. n. l. mezi athénským námořním spolkem, vedeným Athénami, a peloponéským spolkem, jehož vedoucím státem byla Sparta. Válka byla přerušena několika příměřími a skončila vítězstvím Sparty. Peloponéská válka znamenala ukončení vrcholného období Athén a athénské demokracie a trvale otřásla celým Řeckem. Války se zúčastnily všechny řecké městské státy (poleis) a válečné události zasáhly bezmála celý řecký svět. Moderní badatelé označují proto tento konflikt jako „antickou světovou válku“.
Stejně významná jako pro další vývoj antického Řecka byla tato válka také pro rozvoj samotného dějepisectví, neboť to byla první událost v dějinách lidstva, která byla odborně a historicky zdokumentována, a to prostřednictvím Dějin peloponéské války řeckého historika Thúkydida. Průběh válečného konfliktu je v tomto díle popsán až do zimy roku 411 př. n. l. Thúkydidés analyzoval příčiny a pozadí konfliktu způsobem, který se stal vzorem pozdější evropské historiografii. Zbylou část války (po roce 411 př. n. l.) zachytil později Xenofón ve svém díle Řecké dějiny (Ελληνικά). Pojem „peloponéská válka“ je až pozdějšího původu; Thúkydidés ve svém díle nazýval tento konflikt „válkou mezi Peloponésany a Athéňany“.

## Příčiny a podněty války

### Počáteční situace a „první peloponéská válka“

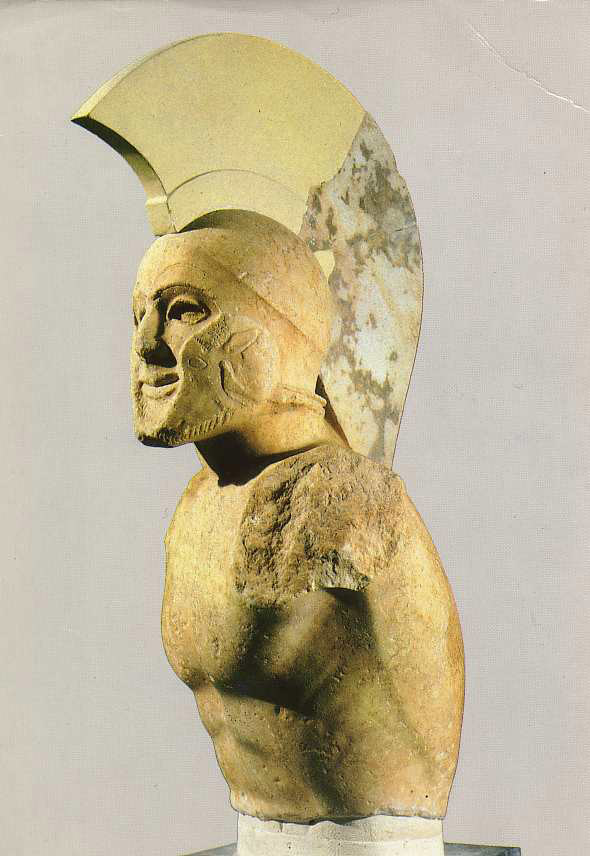
Spartský hoplít z počátku 5. století př. n. l.

Athénský námořní spolek, původně dobrovolné obranné seskupení svobodných řeckých států vzniklé po skončení řecko-perských válek, se postupem doby stal mocenským a donucovacím nástrojem Athén a sloužil pouze k vybudování a uchování athénské hegemonie v oblasti Egejského moře. V Athénách byly postaveny tzv. „dlouhé zdi“, jež spojovaly město s jeho přístavem Pireem, a činily tak obec imunní proti útokům z pevniny.
Peloponéský spolek pod vedením Sparty však představoval efektivní protiváhu k athénské rozpínavosti. Konflikt mezi Athénami a Spartou v letech 457 až 446/445 př. n. l. vyvolaný přechodem Megary na stranu Athén je často považován za předehru „velké války“.
Bezprostřední příčinou této tzv. „první peloponéské války“ bylo spojenectví Théb, severního souseda Athén, se Spartou, namířené proti Fókidě, spojenci Athén. Když Sparťané krátce na to vyslali své vojsko do Bojótie, postavily se jim Athény na odpor. V bitvě u Tanagry však byly Spartou poraženy. Jen dva měsíce poté ale Athéňané zvítězili nad Thébany v bitvě u Oinofyty a na příštích deset let se staly dominující mocí ve středním Řecku. Když se však někteří členové námořního spolku pokusili od Athén odpadnout, byli Athéňané nuceni uznat autonomii Bojótie a válka v roce 445 př. n. l. skončila patem. Samotná Megara opět změnila strany a vrátila se zpět do spartského tábora. Zdálo se, že bylo dosaženo vzájemné rovnováhy sil, neboť v mírové smlouvě uzavřené na třicet let bylo dohodnuto, že stávající spojenecký systém má být zachován a v případě sporu má být povolán rozhodčí soud. Úmyslně však nebyl brán ohled na vztahy k neutrálním poleis, což se mělo později ukázat jako osudová chyba.

### Síla soupeřů
Podobně jako bylo odlišné geografické zaměření soupeřících stran, lišily se i jejich předpoklady k vedení války. Námořní spolek sestával především z egejských ostrovů a významných přístavních měst, jejichž síla logicky spočívala v námořnictvu. Athény měly postavení největší námořní moci, což vyplývalo jak z počtu athénských triér, tak z athénského velení námořnímu spolku. Předností triér byla jejich jednoduchá výroba. Nevýhoda spočívala v tom, že se naprosto nehodily pro plavbu na otevřeném moři. Při prvním příznaku špatného počasí museli námořníci ihned vyhledat kotviště. K zakotvení triérám postačoval mořský břeh, nicméně pobřeží Egejského moře bylo značně skalnaté. Vhodná kotviště se proto vyskytovala velmi zřídka a často byla osídlená. Přístavy byly proto pro Athény důležité jak z ekonomického tak vojenského hlediska.
Spartská aliance se naproti tomu skládala z řeckých obcí Peloponésu a středního Řecka (s výjimkou strategicky důležitého města Korint). Hlavní sílu Sparty a jejích spojenců proto představovalo vojsko složené z hoplítů. Nepřímou výhodou v případném konfliktu disponovaly Athény, poněvadž měly značné finanční rezervy tvořené příspěvky členů námořního spolku.

#### Kulturní a ideologická charakteristika válčících stran
Athény, které byly v této době na vrcholu svého kulturního rozkvětu („periklovské zlaté období“, stavba Parthenónu a Propylají), měly demokratické zřízení, třebaže se nejednalo o demokracii v dnešním smyslu. Vládní forma Sparty byla naproti tomu určitou kombinací monarchie a oligarchie. Stejné státní zřízení jako vedoucí města měly i ostatní obce v příslušných spolcích. Význam tohoto ideologického rozporu jasně podtrhovala skutečnost, že Sparta po skončení války nastolila v poražených Athénách oligarchii.
Zároveň ale existovala z dnešního pohledu paradoxně působící situace, kdy demokratické Athény podporovaly útlak o nezávislost usilujících poleis, zatímco Sparta, která demokracii odmítala, hrála roli obránce svobody Řecka a současně brutálně utlačovala část vlastního obyvatelstva – heilóty.

### Na cestě k válce
Bezprostředních podnětů k válce bylo několik. Klíčovou roli zřejmě sehrál Korint, který si nezávisle na obou velkých spolcích snažil udržet vlastní hegemonii v Ambrakijském zálivu. Když si během občanské války v Epidamnu demokratická strana zavolala na pomoc Korint a aristokracie dřívější korintskou kolonii Kerkýru, vznikla mezi Korintem a Kerkýrou válka o dominanci v oblasti Jónského moře. Po počátečních porážkách vystrojili Korinťané velkou flotu, čímž však ohrožovali status Athén největší námořní mocnosti. Athény proto v létě roku 433 př. n. l. vytvořily obranné spojenectví (epimachia) s Kerkýrou. Korint to ale považoval za porušení míru z roku 446 př. n. l. a obrátil se na Spartu.
Současně athénské lidové shromáždění schválilo kvůli určitému sporu s Megarou, s níž byly Athény znepřáteleny již od konce první peloponéské války, usnesení o námořní blokádě jejích přístavů. Megara jako člen peloponéského spolku požádala Spartu o pomoc. Toto athénské rozhodnutí je považováno za klíčový podnět k válce, neboť Sparta nemohla nechat svého spojence padnout, čímž jí byla válka v podstatě vnucena. Tento čin rozděloval již současníky. Například Aristofanés se domníval, že Periklés tím chtěl odpoutat pozornost od vnitřních problémů Athén.
Třetí závažný spor se rozvinul v Poteidaii na poloostrově Chalkidiki. Poteidaia sice byla členem námořního spolku, přesto ale udržovala dobré vztahy se svým mateřským městem Korintem. Když Athény vyzvaly Poteidaiu, aby vypověděla korintské úředníky a zbourala svá přístavní opevnění, vystoupila Poteidaia z námořního spolku. Navzdory korintské podpoře však Athéňané Poteidaiu brzy oblehli.
V létě roku 432 př. n. l. vyzývali nespokojení členové peloponéského spolku Spartu, aby zasáhla. Král Archidámos II. nabádal k nalezení rozumného řešení, jeho snaha však neuspěla, poté co jednání s Athénami nepřinesla žádný výsledek. Athény byly nejprve prohlášeny za narušitele míru uzavřeného v roce 446 př. n. l., načež následovalo formální vyhlášení války. Současně také Periklés přesvědčoval v Athénách lidové shromáždění o nutnosti zahájení války. Nakonec Periklova ochota podstoupit riziko válečného konfliktu a spartská obava z toho, že jeden nebo více spojenců vystoupí z peloponéského spolku, byly těmi hlavními příčinami války.
Thúkydidés za skutečný důvod války pokládal strach Sparťanů ze vzrůstající moci Athén a podle jeho mínění byl konflikt víceméně nevyhnutelný. Zda vina za rozpoutání války ležela na straně Athén, nebo na straně Sparty, není dodnes jasné. Jisté je, že kvůli stupňující se atmosféře politické nejistoty a agresivní mocenské politiky existovala na obou stranách veliká touha po válce. Srdce většiny Helénů byla na straně Sparty, která vystupovala jako osvoboditel Helénů. Naopak vůči Athénám pociťovali Helénové veskrze nenávist. Jedni kvůli své touze zbavit se athénského jha a druzí ze strachu před ujařmením.
Vlastní válečné akce zahájili spartští spojenci, Thébané, útokem na Plataje počátkem roku 431 př. n. l.

## Průběh války

### Archidámická válka (431 – 421 př. n. l.)

#### První roky války
Ve srovnání se Spartou disponovaly Athény slabším pozemním vojskem, ale silnější flotou. Periklovou strategií bylo jednak nevystavovat se bitvě v otevřeném poli a obyvatelstvo Attiky ochránit za „dlouhými zdmi“, jednak s využitím floty napadat pobřežní města Peloponésu a blokováním námořních tras Spartu pomalu vyčerpat (již v první peloponéské válce uplatňoval podobnou metodu athénský stratég Tolmidés). Kromě toho bylo podniknuto tažení proti Megaridě, které však bylo jen málo úspěšné. V roce 424 př. n. l. byl sice dobyt jeden ze dvou přístavů Megary, na konci války byl ovšem opět ztracen.

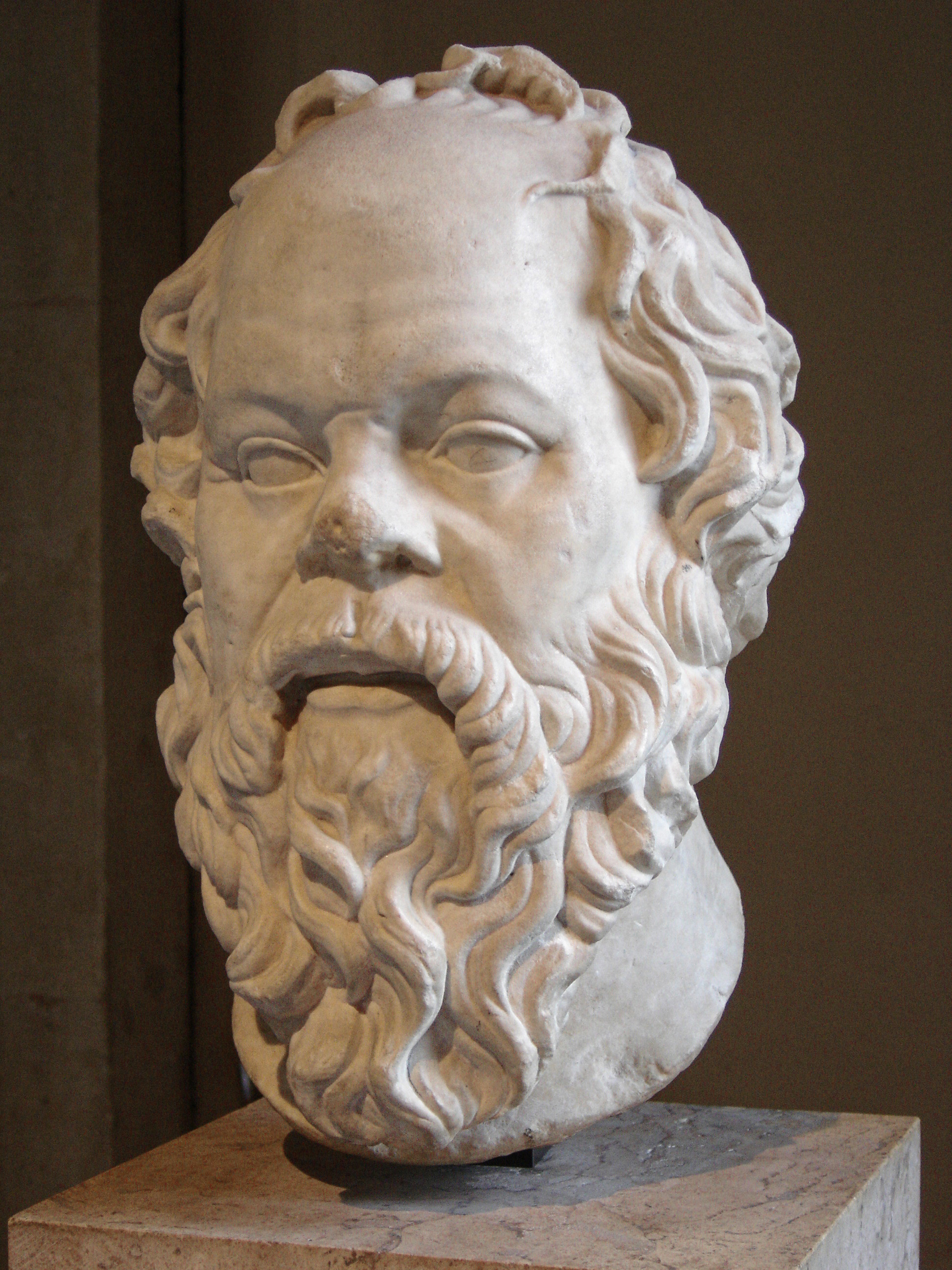
Jedním z athénských hoplítů byl i Sókratés, který se zúčastnil tažení proti Potaideii a Amfipoli.

Sparta naproti tomu vpadla (poprvé v létě 431) se silným vojskem do Attiky a vypálila celé okolí Athén s úmyslem vyprovokovat Athéňany k otevřené bitvě. Athéňané nicméně kvůli převaze spartské falangy odmítali svést bitvu a nadále zůstávali chráněni uvnitř dlouhých zdí. Vzhledem k tehdejšímu stavu obléhací techniky nebylo možné silně opevněné Athény dobýt, pročež se také Sparta uchýlila k opotřebovávací taktice. Sparťané podnikali každoroční letní vpády do Attiky, kterou vypálili a po několika týdnech odtáhli zpět. Údržba floty a obléhání Poteidaie se ukázaly velmi nákladné, což bylo vytýkáno Periklovi, jenž se proto musel dočasně vzdát úřadu stratéga.
V roce 430 př. n. l. vypukla v Athénách epidemie („athénský mor“), které padla za oběť čtvrtina obyvatel města, včetně Perikla v roce 429 př. n. l. Uvádí se, že se jednalo o mor, spekuluje se také o břišním tyfu nebo o ebole.

#### Od Periklovy smrti do bitvy u Sfakterie
Periklova smrt uvolnila prostor pro nástup nových politiků: Kleóna, což byl vůdce radikálních demokratů a stoupenec agresivní politiky, který se prohlašoval za vůdce lidu, tzv. demagogos, a Níkia, jenž hájil zájmy aristokracie a vyzýval ke smíru se Spartou. Kleón ani Níkiás nepocházeli ze starých šlechtických rodů a ještě silněji se proto opírali o lidové shromáždění. Radikální demokraté prosadili další rozšíření podpory chudým lidovým vrstvám, neboť velká část obyvatelstva Attiky byla delší čas shromážděna uvnitř athénských opevnění a jejich majetky byly ponechány napospas Sparťanům. Zároveň tím ale byly do budoucna silně zatíženy finanční zdroje Athén.
V následujících letech se nepodařilo ani jedné z válčících stran dosáhnout takového vítězství, které by přiblížilo konec války. Athéňané nicméně zablokovali Korintský záliv a ochromili tak velkou část peloponéské floty. V roce 428 př. n. l. odpadla od námořního spolku obec Mytilény na ostrově Lesbos, brzy na to byla ovšem opět přinucena k poslušnosti. V roce 427 př. n. l. podnikly Athény tzv. první sicilskou expedici, ta však na průběh války neměla výraznější dopad.
V roce 425 př. n. l. se část athénského vojska pod velením stratéga Démosthena (není totožný s řečníkem Démosthenem) vylodila u mysu Pylos na západním pobřeží Peloponésu a opevnila jej. Spartské obléhání ztroskotalo, přičemž v bitvě u Sfakterie padlo do zajetí 120 Spartiatů – elita Sparty. Sláva za vítězství připadla Kleónovi, který útok na Pylos prosadil v lidovém shromáždění. Sparta utrpěla těžké ztráty a nabídla proto Athénám mír. Athény však spartskou nabídku neakceptovaly, což byla zásluha Kleóna, neboť jako podmínku míru stanovil pro Spartu nepřijatelné územní ústupky. Podle Platónova dialogu Menexenos (242d) byli tito zajatí vůdci ušetřeni, vráceni a byl uzavřen mír.

#### Válečné krutosti a úpadek mravů
Během války došlo na straně Athéňanů k četným krutostem spáchaným vůči odpadlým spojencům i proti neutrálním obcím. Svou neslavnou roli v těchto hanebnostech sehrálo také athénské lidové shromáždění, které se velmi snadno nechalo strhnout k nerozvážným činům. Lidové shromáždění rovněž zvýšilo odvody spojenců, čímž ještě umocnilo jejich tendenci ke vzpourám. Mnoha zločinů se dopouštěla také druhá strana, včetně Sparťanů, jak dokazuje obléhání Platají. Ruku v ruce s válečnými krutostmi docházelo také k mravnímu úpadku Helénů.
Páchání zvěrstev postupem doby ještě vzrůstalo. Thúkýdidés podává obzvlášť otřesný příklad bojótské vesnice Mykalessos, která byla v létě roku 413 př. n. l. přepadena thráckými žoldnéři ve službách Athén. Thrákové zmasakrovali všechny koho nalezli – muže, ženy i děti, přičemž vnikli také do školy, ve které pobili všechny chlapce.

#### Brásidovo tažení

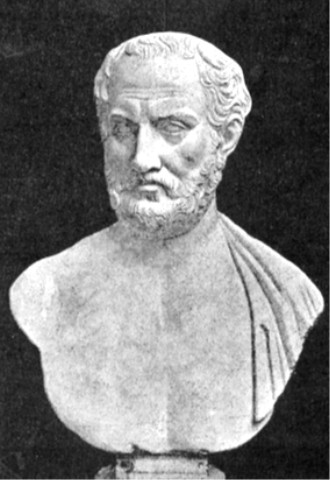
Thúkydidés. Protože nezabránil Brásidovu obsazení Amfipole, byl zbaven úřadu stratéga a vyhnán z obce.

Sparťané z obav o osud zajatých vojáků upustili od dalších nájezdů do Attiky. Rovněž jejich flota jim přinášela spíše nezdary než vítězství. Proto Sparťané přijali novou strategii: oslabovat Athény útoky na jejich spojence.
V roce 424 př. n. l. zahájil talentovaný spartský vojevůdce, král Brásidás, tažení do Thrákie. Nedostatek schopných vojáků ho přiměl nasadit do boje také heilóty, kterým za jejich účast na tažení přislíbil svobodu. Brásidás vytáhl do boje s heslem svoboda a autonomie. Po příchodu na sever navázal kontakt s doposud neutrálním makedonským králem, Perdikkem II., a uzavřel s ním spojenectví. S makedonskou podporou ovládli Sparťané město Amfipolis, nejdůležitější athénský opěrný bod na severním pobřeží Egejského moře. V témže roce Athéňané utrpěli porážku v pozemní bitvě s Thébany. Brasidás nyní začal představovat vážnou hrozbu pro athénské pozice v Thrákii, které chránily životně důležité dodávky obilí z Krymu. V nebezpečí byl také dovoz zlata a dřeva nutného ke stavbě lodí. Ambiciózní Kleón žádal vytrvat v tvrdém proti-spartském kurzu, zatímco jeho politický protivník Níkiás nyní vyzýval k dohodě se Spartou. Příměří, které bylo nakonec uzavřeno, však dlouho nevydrželo a boje propukly záhy nanovo.
Kleón se nakonec rozhodl postavit se Brásidovi osobně. V bitvě u Amfipole v roce 422 př. n. l. Sparťané zvítězili, přičemž Kleón i Brásidás v bitvě padli. Smrt obou velitelů a stoupenců tvrdé linie otevřel prostor k uzavření mírové dohody. Mír sjednaný touto smlouvou je podle svého strůjce nazýván Níkiův.

### Níkiův mír (421 – 413 př. n. l.)
Mírová smlouva uzavřená v roce 421 př. n. l. potvrzovala status quo. Spartě měli být vydáni zajatci, za což se zavázala vyklidit dobyté athénské opěrné body, přičemž Athény se na oplátku měly stáhnout z Peloponésu, ale směly si podržet kontrolu nad jedním z megarských přístavů. Brzy se ovšem začaly objevovat první rozepře, protože většina dohodnutých ujednání nebyla nikdy splněna. Sparťané nadále okupovali Amfipoli a neměli v nejmenším úmyslu vydat město Athéňanům. Athéňané zase odmítali opustit Pylos.
Rovněž spartští spojenci, především Korint a Théby, byli nespokojení, neboť jejich požadavky nebyly ve smlouvě vůbec zohledněny. To přispělo k trvalému napětí v peloponéském spolku. Sparta dokonce sjednala (za Níkiova zprostředkování) spojenectví s Athénami, které však bylo čistě formálního charakteru. Argos, který měl demokratické zřízení a byl úhlavním nepřítelem Sparty, se snažil vytvořit proti-spartskou alianci a nakonec se spojil s Athénami. V Athénách zatím mladý, ambiciózní vojevůdce šlechtického původu, Alkibiadés, usiloval obnovit konflikt se Spartou a podminovat tak Níkiovu politiku smíru. Současně Sparta upevnila své svazky s Thébami a Korintem, které se odmítly přidat k argejskému paktu. Tím si uvolnila ruce k zásahu proti Argu. Situace byla o to výhodnější, že Athény se nyní musely vypořádávat s problémy v Thrákii. Argos nebyl schopen nijak využít dočasného oslabení Sparty a v roce 418 př. n. l. bylo jeho vojsko poraženo Sparťany vedenými králem Ágidem II. v bitvě u Mantineie.

### Alkibiadés a výprava na Sicílii

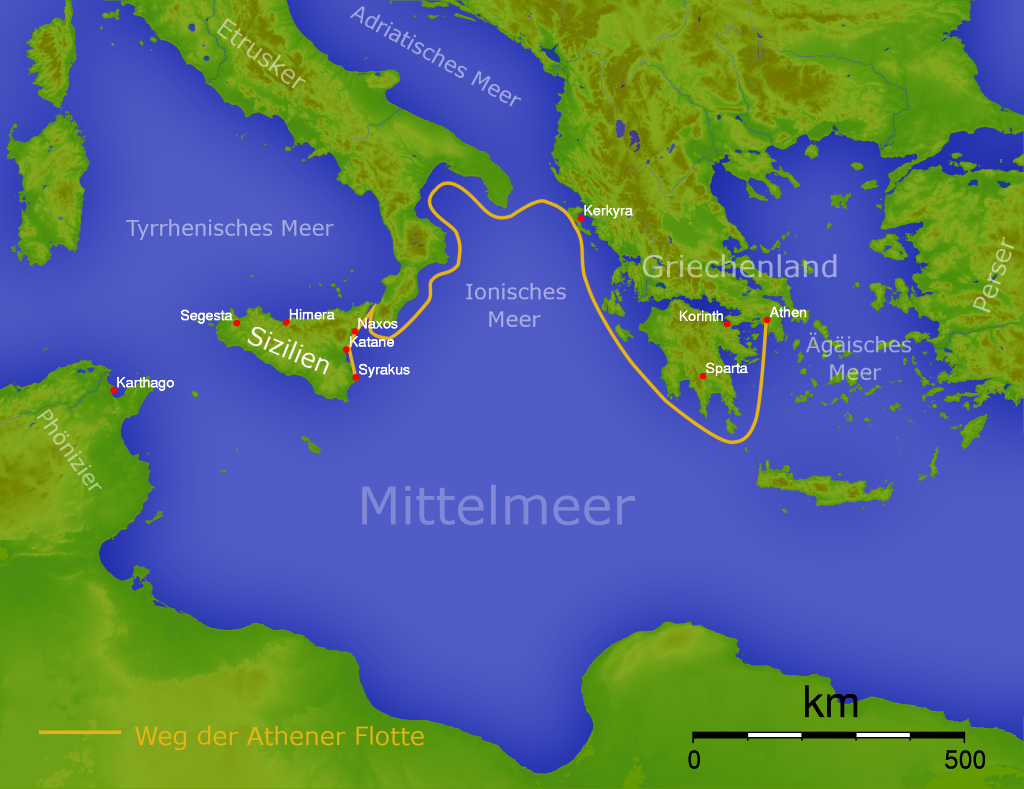
Trasa plavby athénské floty na Sicílii

Alkibiadés získal v době příměří velký vliv na lidové shromáždění a podařilo se mu Athéňany nadchnout pro odvážný, ale nebezpečný plán: výpravu na Sicílii. Jejím cílem bylo odříznout Spartu od dodávek obilí a rozšířit athénskou sféru vlivu. Jako záminka posloužila žádost města Segesta o pomoc proti Syrakusám, se kterými byla Segesta ve válce. Syrakusy představovaly nejmocnější řecký městský stát na Sicílii. I přes Níkiovy výzvy ke zdrženlivosti vzhledem k přílišnému riziku dokázal Alkibiadés prosadit svůj plán. Problémy stíhaly celý podnik již před jeho zahájením. Neznámý vandal poničil athénské sochy boha Herma, což bylo vykládáno jako útok na athénskou demokracii. Alkibiadés upadl v nepodložené podezření ze spáchání tohoto zločinu. Třebaže nakonec bylo rozhodnuto na Alkibiada prozatím nepodávat žalobu, tento incident nezůstal bez následku, neboť na Alkibiadovi nadále ulpíval stín podezření.
V roce 415 př. n. l. mocná flota pod velením Alkibiada, Níkia a Lamacha konečně vyplula směrem k Sicílii. Vojsko se skládalo z celkem 134 triér a 5 000 hoplítů. Celkový počet účastníků expedice činil kolem 32 000 mužů (6 400 pozemní vojsko a přes 25 000 veslařů). Samotný athénský kontingent (100 triér, 1500 hoplítů) byl zdaleka největší expediční flotou, jakou kdy jediná polis vystrojila. Po prvním, tvrdě vybojovaném vítězství byl však Alkibiadés povolán zpět do Athén, kde proti němu byl zahájen soudní proces kvůli Hermovým sochám a také pro obvinění, že se dopustil rouhání (měl prý znevažovat eleusínská mystéria). Alkibiadés však místo návratu do Athén přešel na stranu Sparty, což byl počátek athénské katastrofy.
Athéňané, jimž nyní velel Níkiás, obléhali Syrakusy, avšak sevření města nebylo úplné. Sparta vyslala svému spojenci na pomoc jen malý oddíl pod velením zkušeného vojevůdce Gylippa, což se ale ukázalo jako naprosto dostačující. Níkiovy pokusy zmocnit se města byly neúspěšné. Kvůli obavám z hněvu lidového shromáždění se ale neodvážil nařídit návrat a na konci roku 414 př. n. l. obdržel posily přivedené Démosthénem, jenž se proslavil již za archidámické války. Situace se ale stále zhoršovala. V létě 413 př. n. l. bylo athénské loďstvo odříznuto v syrakuském zálivu a posléze zničeno. Postavení Athéňanů bylo vážné. Obléhání města po ztrátě floty ztroskotalo a Athéňané nyní museli s konečnou platností nařídit ústup. Rozkaz však přišel příliš pozdě. Během návratu upadla velká část vojska do zajetí, ve kterém většina mužů zemřela, zatímco Níkiás a Démosthénés byli popraveni. Sicilská expedice skončila pro Athény naprostou pohromou. Jak napsal Thúkydidés, „bylo to to, čemu se říká úplná zkáza, a v ní bylo zničeno pozemní vojsko i loďstvo a z toho velikého množství se jich vrátilo domů jen málo.“

### Dekelejská válka (413 – 404 př. n. l.)

#### Sparta a Persie uzavírají spojenectví
Z této katastrofy se Athény již nikdy plně nevzpamatovaly, třebaže mezi oběma válčícími stranami nadále trvala rovnováha sil. Sparta prohlásila v roce 414 př. n. l. Níkiův mír za porušený. Využila athénské slabosti a na Alkibiadovu radu obsadila v roce 413 př. n. l. Dekeleiu, strategicky důležitou vesnici v Attice, která od tohoto okamžiku sloužila Sparťanům jako základna pro výpady do okolí Athén. Athény se tak ocitly v trvalém stavu obležení. Důsledkem byl jednak úprk otroků, ale hlavně znemožnění zásobování Athén z ostrova Euboia. Potraviny mohly být do Athén od nynějška dodávány jen po moři. Dlouhé zdi musely být permanentně obsazeny, což vázalo značné síly a mělo negativní dopad na psychiku athénského obyvatelstva.
Athény navíc v roce 414 př. n. l. podporovaly lokální povstání v Malé Asii, čímž si ale znepřátelily perskou říši. Peršané proto navázali kontakt se Spartou a během jednání mezi Sparťany a perským satrapou v Sardech, Tissafernem, byla uzavřena dohoda, v níž se Sparťané zavázali Peršanům odstoupit Malou Asii, za což jim Peršané přislíbili vyplácet pravidelné peněžní plnění.
Prekérní situace Athén využili někteří členové námořního spolku a pokusili se od Athén odpadnout. Spartská flota, vystavěná za perské zlato, v této době celkem úspěšně operovala v Egejském moři, nicméně zatím se jí stále nepodařilo zničit athénskou flotu. Tomu napomohla i obojaká Tissafernova politika, který se i po uzavření smlouvy se Spartou snažil válečný konflikt protahovat a oslabovat tak oba hlavní protivníky ku prospěchu Persie. Alkibiadés se v tomto okamžiku rozhodl už nadále nesloužit spartským zájmům.

#### Převrat v Athénách
V Athénách panovala silně napjatá atmosféra. Vojenská situace byla vážná, neboť spartské vojsko ohrožovalo athénské spojence v Malé Asii a státní finance byly dlouhou válkou zcela rozvráceny. V tomto okamžiku začala aristokracie v roce 411 př. n. l. chystat státní převrat. Flota operující poblíž ostrova Samos byla vedena veliteli, kteří už měli po krk politiky své vlasti, jenž vedla ke katastrofě na Sicílii. Jejich protidemokratické spiknutí bylo ještě posíleno zjištěním, že Alkibiadés je přítomen v Egejském moři společně se spartskou flotou. Alkibiadés byl nucen z důvodu svého ohroženého postavení (údajně svedl manželku krále Ágida II.) opět uvažovat o změně stran. Spiklencům prozradil, že pokud by se moci v Athénách domohla oligarchie, tak by zřejmě Peršané byli ochotní ke smíru s Athénami a on by se pak mohl vrátit do Athén.
Spiklenci postupovali systematicky a navázali spojení s podobně smýšlející skupinou politiků v Athénách. Jejich mluvčí, Peisandros, prohlásil před lidovým shromážděním, že stávající athénské státní zřízení je hlavní překážkou vítězství ve válce. Ve vzniklé atmosféře strachu a nejistoty shromáždění odsouhlasilo vytvoření výboru, který měl vypracovat novou ústavu.
Tak se stoupencům oligarchie podařilo na počátku roku 411 př. n. l. zbavit lidové shromáždění moci. Byla ustavena rada čtyř set, která měla připravit novou ústavu, přičemž volební právo mělo být poskytnuto pouze 5 000 hoplítů a platby obyvatelstvu měly být zastaveny. Shromáždění pěti tisíc se však vůbec nesešlo a veškerou moc vykonávala rada čtyř set (květen/červen 411 př. n. l.). Avšak ani dohoda s Persií ani mír se Spartou se neuskutečnily.
Třebaže velitelé loďstva byli iniciátory tohoto ústavního převratu, veslaři na lodích zůstali nadále stoupenci demokracie a odmítli proto podporovat novou vládu. Pokus o ustavení vlády oligarchie tak neuspěl, zvlášť když někteří vůdcové šlechtické strany jako například Théraménes zastávali umírněné postoje. Již po několika měsících byla rada čtyř set rozpuštěna a v roce 410 př. n. l. byla znovu nastolena demokracie, včetně opatření na podporu obyvatelstva. Alkibiadés již předtím přešel na stranu demokratů, když se mír s Persií ukázal jako nemožný.

#### Lýsandros a konec války

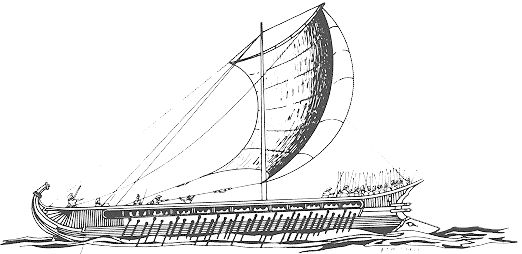
Triéra – rozhodující zbraň poslední fáze války.

Po návratu Alkibiada následovala celá řada athénských vítězství. Sparťané po porážce v bitvě u Kyziku (410 př. n. l.) byli opět připraveni přijmout mír, což bylo ale v Athénách odmítnuto radikálními demokraty vedenými Kleófoném. Téměř se zdálo, že se válečná štěstěna opět obrátila na stranu Athén. Alkibiadés dokázal přinutit vzbouřená spojenecká města k poslušnosti a dokonce uzavřel příměří se satrapou Frýgie (Tissafernovým sokem). V létě roku 408 př. n. l. byl Alkibiadés po svém triumfálním návratu do Athén zvolen stratégem. Přestože kdysi Athény zradil a přeběhl k nepříteli, obdržel nyní neomezené vrchní velení nad pozemními a námořními silami. Avšak Athéňané nebyli schopni svých úspěchů nijak diplomaticky využít. Navíc brzy se měl Alkibiadovi objevit rovnocenný soupeř, který ho v některých ohledech dokonce převyšoval.
V roce 407 př. n. l. dorazil do Malé Asie zkušený spartský generál Lýsandros a navázal zde kontakt s perským princem, Kýrem Mladším, který se ujal vrchního velení v Malé Asii. Lýsandros učinil na Kýra obrovský dojem. Peršané definitivně ukončili svoji dosavadní opatrnou politiku a rozhodli se plně podporovat Spartu. Výsledek se dostavil okamžitě. Athény byly v roce 407 př. n. l. poraženy v bitvě u Notia, což vedlo k odvolání Alkibiada, třebaže on sám nebyl této porážce přítomen.
Lýsandros musel sice v dalším roce odevzdat velení, přesto po boku nového spartského velitele Kalikratida nadále řídil vojenské operace. Athénská flota byla obklíčena Sparťany u ostrova Lesbos. V této kritické chvíli bylo v Athénách rozhodnuto vrhnout do boje veškeré dostupné rezervy, pročež byla vyslána flota, která v roce 406 př. n. l. donutila Sparťany k bitvě u Arginuských ostrovů. Prý to byla největší námořní bitva, jakou mezi sebou Helénové dosud svedli a skončila skvělým vítězstvím Athén. Nicméně kvůli zanedbané záchraně topících se námořníků došlo k pověstnému arginuskému procesu, který skončil popravou několika vítězných athénských stratégů, čímž se Athéňané sami připravili o zkušené velitele.
Osud Athén se naplnil po porážce v bitvě u Aigospotamoi v následujícím roce, kde bylo athénské loďstvo zničeno. Athény nedisponovaly už žádnou další flotou, zatímco Sparťané pod velením Lýsandra zcela ovládli moře. Ve městě propukla panika: Mnozí občané se děsili představy, že s nimi bude nakládáno podobným způsobem, jakým v minulosti oni sami jednali s poraženými nepřáteli. Pouze Samos zůstal věrný Athénám, všichni ostatní spojenci je už dávno opustili nebo se podrobili Spartě. Lýsandros přikázal části vojska obléhat Samos (jeho občané obdrželi athénské občanské právo – Athéňané pochopili příliš pozdě, že nemají se spojenci zacházet jako se svými podřízenými), zbytek floty nastavil kurs na Pireus. Před Athénami se nyní spojily všechny spartské námořní a pozemní síly. Město zaplavené uprchlíky tak bylo nyní zcela obklíčeno a na počátku roku 404 př. n. l. zcela vyhladověné konečně kapitulovalo.

## Důsledky války
Peloponéská válka, která byla vedena s dosud nevídanou brutalitou, znamenala zlomení moci Athén. S koncem tohoto dlouhého konfliktu bylo spojeno očekávání míru a svobody, což je patrné z Xenofóntova líčení kapitulace Athén: „Po přijetí mírových podmínek vstoupil Lýsandros do Pirea a pak bylo za veliké slávy zahájeno bourání zdí, což bylo doprovázeno hudbou hráčů na flétnu, neboť se věřilo, že tímto dnem byla započata svoboda Helénů.“
Dlouhé zdi byly srovnány se zemí, athénský námořní spolek rozpuštěn, zbytek floty byl (s výjimkou dvanácti lodí) odevzdán vítězům a na rozkaz Lysandrův spálen. V samotných Athénách byla nastolena prospartská oligarchická vláda třiceti tyranů, která byla ale již v roce 403 př. n. l. svržena. Podobně v řeckých obcích při Egejském moři byly nastoleny Spartě nakloněné režimy opírající se o spartské posádky. Korint a Théby usilovaly o úplné zničení Athén, což ale Sparťané zavrhli, protože ze zániku Athén by nejvíc vytěžily právě tyto dvě obce. Sparta však měla také potíže, neboť se na oplátku za perskou pomoc zavázala obětovat maloasijské obce. To ale nepřipadalo v úvahu, což Spartu vehnalo do konfliktu s perskou říší. Spory o status maloasijských obcí byly vyřešeny teprve vyhlášením královského míru v roce 386 př. n. l.
Tato válka znamenala konec zlatého věku klasického Řecka a představovala zlom v dějinách řeckých městských států, jejichž předchozí politická rovnováha byla nenávratně ztracena. Athény sice dokázaly ve 4. století př. n. l. obnovit svůj námořní spolek, avšak nikdy už se neměly pozvednout ke své dřívější moci v dobách prvního námořního spolku.
Rovněž spartská hegemonie měla existovat pouze několik desetiletí. Místo očekávaného míru a svobody zabředl řecký svět v průběhu 4. století př. n. l. do ještě hlubších a ničivějších válečných konfliktů. Pokusy dosáhnout všeobecného míru na principu autonomie a rovnoprávnosti, tzv. koiné eiréne, byly bezvýsledné. Mír, ovšem nikoli svoboda, v Řecku zavládl teprve s nástupem makedonského krále Filipa II.